# Tiszabő
Tiszabő is een plaats (község) en gemeente in het Hongaarse comitaat Jász-Nagykun-Szolnok. Tiszabő telt 2033 inwoners (2002).